# ABCD (Maître Gims)
ABCD è un brano musicale del rapper e cantante congolese Maître Gims, seconda traccia della Pilule rouge del suo terzo album in studio Mon cœur avait raison. Il videoclip del brano è stato pubblicato il 30 ottobre 2015.

## Classifiche
| Classifica (2016) | Posizione massima |
| ----------------- | ----------------- |
| Francia           | 165               |